# Hans Carstens (Gewerkschafter)
Hans Carstens (* 30. April 1922 in Schwabstedter Westerkoog; † 14. August 1973) war ein deutscher FDGB- und SED-Funktionär. Er war Vorsitzender des FDGB-Bezirksvorstandes Magdeburg und Bezirkstagsabgeordneter.

## Leben
Carstens, Sohn eines Landwirts, besuchte die Volksschule und absolvierte eine Lehre als Maschinenschlosser. Anschließend war er im Beruf tätig, bis er 1941 zur Wehrmacht eingezogen wurde. 1945 geriet er in sowjetische Kriegsgefangenschaft, in der er bis 1949 blieb. Er besuchte während dieser Zeit eine Antifa-Schule.
1950 wurde er Mitglied der SED und des FDGB. 1950/51 fungierte er als Gebietsinstrukteur der SED-Kreisleitung Bautzen, 1952 als Abteilungsleiter im FDGB-Landesvorstand Sachsen, dann von 1952 bis 1955 als Leiter der Abteilung Produktionsmassenarbeit im FDGB-Bundesvorstand.
Carstens holte das Abitur nach und absolvierte ein Studium an der Parteihochschule der KPdSU in Moskau mit Abschluss als Diplom-Gesellschaftswissenschaftler. Später schloss er noch ein Studium der Wirtschaftswissenschaften als Diplom-Wirtschaftler ab.
Von 1958 bis Juni 1973 war er Vorsitzender des FDGB-Bezirksvorstandes Magdeburg, von 1959 bis 1973 zudem Mitglied des FDGB-Bundesvorstandes und dort von Oktober 1959 bis November 1963 Kandidat des Präsidiums. Von 1958 bis 1971 war er auch Mitglied der SED-Bezirksleitung Magdeburg, zeitweise Mitglied ihres Büros bzw. Sekretariats. Von 1963 bis 1973 gehörte Carstens als Abgeordneter dem Bezirkstag Magdeburg an.

## Auszeichnungen
- Vaterländischer Verdienstorden in Bronze (1965) und in Silber (1969)
- Verdienstmedaille der DDR (1960)
- Fritz-Heckert-Medaille (1960)
- Ehrennadel der Gesellschaft für Deutsch-Sowjetische Freundschaft in Gold (1966)
- Ehrennadel der Nationalen Front in Silber (1969) und in Gold (1970)